# الاتحاد للديمقراطية والتعمير الوطني
الاتحاد للديمقراطية والتعمير الوطني (بالفرنسية: Union pour la Démocratie et la Reconstruction Nationale)‏ كان حزبًا سياسيًا في بنين بقيادة أزاريا فاكوريدي.

## التاريخ
خاض الحزب انتخابات عام 1991 كجزء من تحالف ثلاثي الأحزاب إلى جانب الحركة الوطنية للديمقراطية والتنمية وحركة التضامن والاتحاد والتقدم. وحصلت الأحزاب الثلاثة على 8٪ من الأصوات وفازت بستة مقاعد من أصل 64 في الجمعية الوطنية. 
انقسم التحالف قبل انتخابات عام 1995، حيث خاضت الحركة الوطنية للديمقراطية الانتخابات وحدها وبقي الحزبان الآخران في تحالف. على الرغم من فوز الحركة الوطنية بمقعد واحد بنسبة 2٪ من الأصوات، حصل تحالف على 1٪ فقط من الأصوات وفشل في الفوز بمقعد. حاول زعيم حركة التضامن جاميو السعي لإلغاء نتائج الانتخابات في كوتونو في المحكمة الدستورية، لكن قضيته اعتُبرت غير مقبولة.
في انتخابات 1999، كان جزءًا من تحالف سورو، الذي فاز بمقعد واحد.